# Zalla
Zalla é um município da Espanha na província da Biscaia, comunidade autónoma do País Basco, com 31 km² de área. Em 2021 tinha 8 416 habitantes (densidade: 271,5 hab./km²). A maior localidade e sede do município é Mimétiz.

## Personagens em destaque
- Patxi Xabier Lezama Perier, escultor e escritor.

## Demografia
| Variação demográfica do município entre 1991 e 2004 | Variação demográfica do município entre 1991 e 2004 | Variação demográfica do município entre 1991 e 2004 | Variação demográfica do município entre 1991 e 2004 |
| --------------------------------------------------- | --------------------------------------------------- | --------------------------------------------------- | --------------------------------------------------- |
| 1991                                                | 1996                                                | 2001                                                | 2004                                                |
| 7307                                                | 7518                                                | 7857                                                | 7919                                                |